# Acaya Occidental
Acaya Occidental (griego: Δυτική Αχαΐα - Dytikí Achaía) es un municipio de la República Helénica perteneciente a la unidad periférica de Acaya de la periferia de Grecia Occidental.
El municipio se formó en 2011 mediante la fusión de los antiguos municipios de Dymi, Larissos, Movri y Olenía, que pasaron a ser unidades municipales. La capital municipal es la villa de Kato Achaía en la unidad municipal de Dymi. El municipio tiene un área de 573,3 km².
En 2011 el municipio tenía 25 916 habitantes.
Se sitúa en la costa meridional del golfo de Patras, al suroeste de la ciudad de Patras.